# Zeuxisz

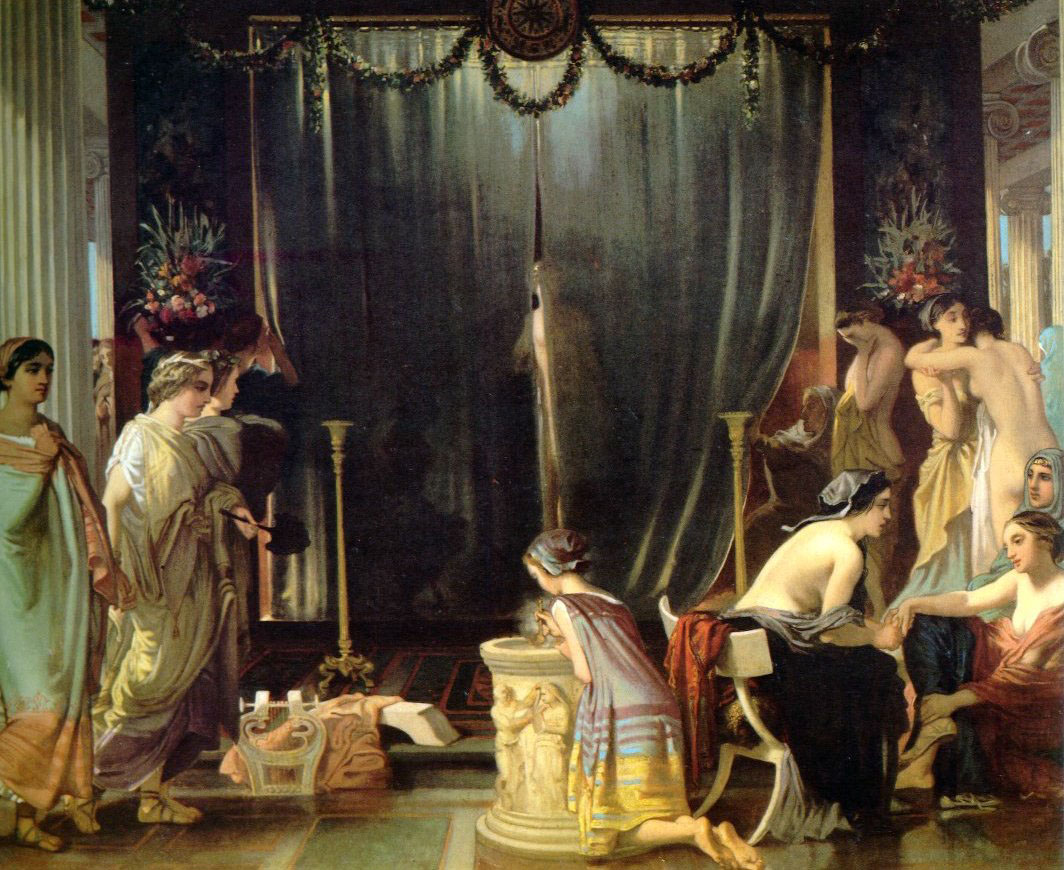
Victor Mottez, Zeuxisz kiválasztja modelljeit (1858)

Zeuxisz (görögül: Ζεῦξις) (i. e. 464 körül – i. e. 390 körül) az i. e. 5. században alkotó görög festő, akinek alkotásai nem maradtak fenn, de irodalmi emlékek megőrizték művészetét. 

## Élete
A dél-itáliai Hérakleiában született. Feltételezhetően Apollodórosz volt a mestere. Kortársa és vetélytársa, Parrhasziosz mellett a klasszikus kor egyik legnagyobb mestere volt. Görögország városaiban, a dél-itáliai Krotónban, a szicíliai Akragaszban, és a makedón királyi udvarban dolgozott Arkhelaosz idejében. Sok történet maradt fenn munkásságához kapcsolódóan. Munkáit eleinte belépődíjért mutogatta, később ingyen ajándékozta, mondván úgysem tudná senki sem megfizetni őket. Szókratész köre igen nagyra becsülte, bár sokszor szembesült azzal, hogy nem értik meg művészetét.
Egy róla szóló történet elmondja, hogy Krotónban felkérték, hogy fesse meg Helenét. Ő a város öt legszebb lányát kérte modellnek, azért mert mindegyik szépségből a legszebb vonásokat festette meg, hiszen ők együtt adhattak vissza Zeusz lányának szépségéből valamit. Munkái egyébként kivétel nélkül mind elvesztek, a legjobb képet művészetéről „Nőstény kentaur”-ja egy másolatáról Lukianosz i. sz. 2. századi görög író leírása adja: a kentaur két ikergyermekét szoptatja, felül kezében oroszlánkölyköt tartó férfikentaur látszott.
Mitológiai képeket, zsánerképeket, portrékat festett. Egyik híres munkája a „Szőlőt vivő fiú" volt, amelyhez további legendákat szőttek. Állítólag a festmény olyan élethűre sikerült, hogy a madarak rászálltak a megfestett szőlőre és csipegettek belőle. Ez olyan szőlőfürt ábrázolás, mely valószínűleg egy jómódú arisztokrata otthonának falát díszítette. A monda szerint Parrhasziosz erre egyébként azt mondta: „Én az embereket is meg tudom téveszteni, nem csak a madarakat.” Ezt bebizonyítandó egyszer mikor Zeuxisz Parrhasziosz műtermében egy képet keresett azt mondta neki, hogy az ott van a függöny mögött. Zeuxisz el akarta húzni a függönyt mikor rájött, hogy átverte hiszen az festett volt.
Korára jellemző valóságteremtő képalkotás, még egészen korábbról az óegyiptomi masztabák falaira festett életképek ábrázolásával kezdődött és kora kiemelkedő festőjeként nála kapott további értelmet. Egyetlen szín árnyalataival készített képeit, valamint terrakottaszobrait is említik ókori források. Rendkívüli festő lehetett, hiszen művészete irodalmi emlékekből ismert, azonban mégis hatást tudott gyakorolni az utána következő festőgenerációkra.